# Division I 1952-1953
La Division I 1952-1953 è stata la 50ª edizione della massima serie del campionato belga di calcio disputata tra il 7 settembre 1952 e il 17 maggio 1953 e conclusa con la vittoria del R.F.C. de Liège, al suo quinto titolo.

## Formula
La competizione cambia nome e torna a chiamarsi Division I come nei campionati della fine del XIX secolo.
Come nella stagione precedente le squadre partecipanti furono 16 e disputarono un turno di andata e ritorno per un totale di 30 partite.
Le ultime due classificate vennero retrocesse in Division 2.

## Classifica finale
| Pos. | Squadra                     | G  | V  | N  | P  | GF | GS | Punti |
| ---- | --------------------------- | -- | -- | -- | -- | -- | -- | ----- |
| 1    | R.F.C. de Liège             | 30 | 18 | 6  | 6  | 65 | 36 | 42    |
| 2    | R.S.C. Anderlecht           | 30 | 19 | 8  | 3  | 77 | 43 | 41    |
| 3    | R. Beerschot AC             | 30 | 16 | 10 | 4  | 80 | 48 | 36    |
| 4    | K.R.C. Mechelen             | 30 | 14 | 10 | 6  | 52 | 47 | 34    |
| 5    | Standard Liegi              | 30 | 12 | 9  | 9  | 59 | 53 | 33    |
| 6    | KV Mechelen                 | 30 | 13 | 10 | 7  | 57 | 57 | 33    |
| 7    | Olympic Charleroi           | 30 | 11 | 11 | 8  | 40 | 45 | 30    |
| 8    | Royale Union Saint-Gilloise | 30 | 12 | 12 | 6  | 47 | 48 | 30    |
| 9    | La Gantoise                 | 30 | 12 | 13 | 5  | 52 | 55 | 29    |
| 10   | Tilleur f.c.                | 30 | 9  | 11 | 10 | 37 | 44 | 28    |
| 11   | K Berchem Sport             | 30 | 11 | 13 | 6  | 51 | 53 | 28    |
| 12   | Anversa                     | 30 | 10 | 13 | 7  | 47 | 57 | 27    |
| 13   | Daring Bruxelles            | 30 | 8  | 13 | 9  | 40 | 43 | 25    |
| 14   | R. Charleroi S.C.           | 30 | 10 | 16 | 4  | 48 | 78 | 24    |
| 15   | RC de Gand                  | 30 | 10 | 19 | 1  | 34 | 52 | 21    |
| 16   | Beeringen                   | 30 | 5  | 16 | 9  | 39 | 66 | 19    |

G = Partite giocate; V = Vittorie; N = Nulle/Pareggi; P = Perse; GF = Goal fatti; GS = Goal subiti; 